# Begluci (Chorwacja)
Begluci – wieś w Chorwacji, w żupanii zadarskiej, w gminie Gračac. W 2011 roku liczyła 61 mieszkańców.